# Messier 94
Messier 94 (M94) även känd som NGC 4736, är en spiralgalax i stjärnbilden Jakthundarna. Den upptäcktes 1781 av Pierre Méchain   och infördes två dagar  senare av Charles Messier som nummer 94 i dennes katalog. M94 klassas ibland som stavgalax, men staven är dock mer oval än stavformad.

## Struktur
Messier 94 klassificeras som en galax med lågjoniserad kärna (LINER). LINERs i allmänhet karakteriseras av optiskt spektra som förnekar att joniserad gas är närvarande men gasen joniseras endast svagt (atomerna saknar förhållandevis få elektroner). M94 har en inre ring med en diameter på 70 bågsekunder (sett till avståndet motsvarande ca 5 400 ljusår (1 700 pc)) och en yttre ring med en diameter på 600 bågsekunder (ca 45 000 ljusår (14 000 pc)). Dessa ringar verkar bildas vid resonanspunkter i galaxens skiva. Denna stjärnbildning drivs av gas som dynamiskt förs in i ringen av den inre ovalformade stångliknande strukturen. 
I den inre ringen pågår en stark stjärnbildningsaktivitet.

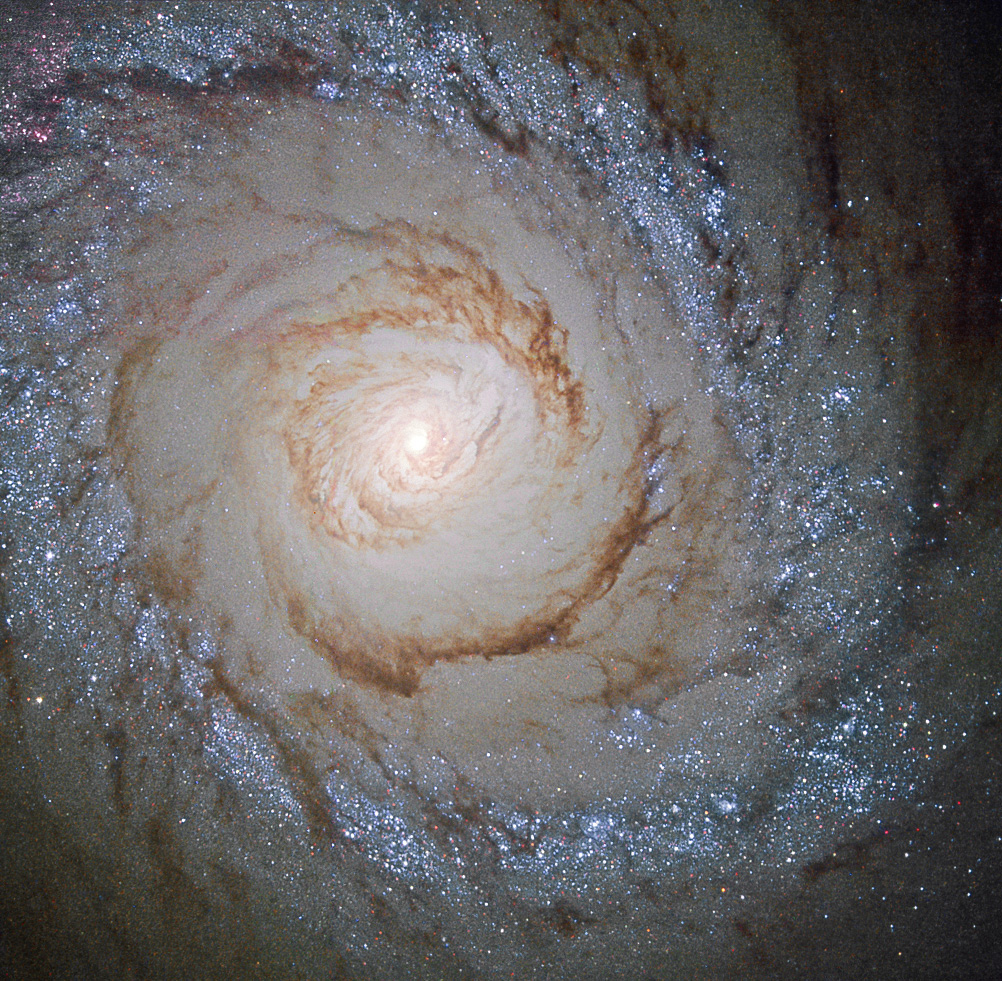
Centrala delen av M94.

En studie utförd 2009 av ett internationellt team av astrofysiker visade att M94:s yttre ring inte är en sluten stjärnring, vilket den historiskt tillskrivs i litteraturen, utan framgår som en komplex struktur av spiralarmar när den observeras i våglängder av infrarött och ultraviolett ljus. Studien fann att den yttre skivan i denna galax är aktiv. Den innehåller ca 23 procent av galaxens totala stjärnmassa och bidrar med ca 10 procent av galaxens utökning med nya stjärnor. Faktum är att stjärnbildningshastigheten för den yttre skivan är ungefär dubbelt så stor som i den inre eftersom den är effektivare per enhet stjärnmassa.
Det finns flera möjliga externa händelser som ursprungligen kan ha lett till M94:s yttre skiva, såsom ackreditering av en satellitgalax eller gravitationsinteraktion med ett närliggande stjärnsystem. Ytterligare forskning fann dock problem med båda dessa scenarier. Därför drar rapporten slutsatsen att den inre skivan i M94 är en oval förvrängning som ledde till skapandet av galaxens perifera disk.
I en artikel publicerad 2004 hävdade John Kormendy och Robert Kennicutt att M94 innehåller en prototypisk pseudobulb. En klassisk spiralgalax består av en skiva gas och unga stjärnor som korsar en stor sfär (eller utbuktning) av äldre stjärnor. Däremot har en galax med en pseudobulb inte en stor utbuktning av gamla stjärnor utan innehåller istället en ljus central struktur med intensiv stjärnbildning som ser ut som en utbuktning när galaxen ses från sidan. När det gäller M94 tar denna pseudobulb formen av en ring runt en central ovalformad region.
År 2008 publicerades en studie som visade att Messier 94 innehöll mycket lite eller ingen mörk materia. Studien analyserade rotationskurvorna för galaxens stjärnor och densiteten hos vätgas och fann att vanlig lysande materia tycktes stå för hela galaxens massa. Detta resultat var ovanligt och något kontroversiellt, eftersom nuvarande modeller inte visar hur en galax kunde bildas utan en halo av mörk materia eller hur en galax kunde förlora dess mörka materia. Andra förklaringar till galaktiska rotationskurvor, som MOND, har också svårt att förklara denna galax. Detta resultat har dock ännu inte bekräftats eller accepterats av andra forskargrupper och har faktiskt inte testats mot förutsägelserna av vanliga galaxbildningsmodeller.

## Lokalisering
Minst två tekniker har använts för att mäta avstånd till Messier 94. Mätning av ytljusstyrkans fluktuationer uppskattar avståndet till spiralgalaxer baserat på kornigheten i utseendet på deras utbuktningar. Avståndet som mäts till M94 med denna teknik är 17,0 ± 1,4 miljoner ljusår (5,2 ± 0,4 Mpc). M94 är dock tillräckligt nära för att Hubbleteleskopet ska kunna användas för att upplösa och mäta flödena hos de ljusaste enskilda stjärnorna i galaxen. Dessa uppmätta flöden kan sedan jämföras med de uppmätta flödena hos liknande stjärnor inom Vintergatan för att mäta avståndet. Det uppskattade avståndet till M94 med denna teknik är 15 ± 2 miljoner ljusår (4,7 ± 0,6 Mpc). Tillsammans ger dessa avståndsmätningar en avståndsuppskattning på 16,0 ± 1,3 miljoner ljusår (4,9 ± 0,4 Mpc).
Messier 94 är en av de ljusaste galaxerna inom M94-gruppen, en grupp galaxer som innehåller mellan 16 och 24 galaxer. Denna grupp är en av många som ligger inom Virgo superhop (lokalen superhopen).  Även om ett stort antal galaxer kan tillhöra M94, verkar endast några galaxer nära M94 bilda ett gravitationellt bundet system. De flesta av de andra närliggande galaxerna verkar röra sig med universums expansion.